# Cinemax
Cinemax – marka telewizyjnych kanałów filmowych, należąca do amerykańskiego nadawcy HBO, który z kolei stanowi część koncernu Warner Bros. Discovery. Pierwszy kanał pod tą nazwą został uruchomiony w USA w 1980. W 2016 r. na rynku amerykańskim w ramach rodziny Cinemaxu działa 8 kanałów filmowych, prezentujących różne rodzaje kina, od produkcji hollywoodzkich, poprzez kino artystyczne, po filmy erotyczne.
W Europie Środkowej, Cinemax pełni funkcję czwartego kanału z rodziny HBO (po HBO, HBO2 i HBO3), prezentującego amerykańskie kino niezależne i artystyczne, a także kino europejskie, azjatyckie i latynoamerykańskie. Oprócz tego działa również kanał Cinemax 2. Kanały Cinemax i Cinemax 2 zwykle dostępne są w tym samym pakiecie. Niektórzy operatorzy satelitarni i kablowi oferują także kanał Cinemax HD, który emituje dokładnie ten sam program, co Cinemax, tylko w jakości High Definition.
Od 1 września 2016 roku kanał zyskał nowe logo oraz nastąpiła zmiana charakteru stacji. Kanał rozpoczął nadawanie głównie amerykańskich i międzynarodowych filmów i seriali, w tym także oryginalnych produkcji Cinemax. Emitowane gatunki obejmują - filmy akcji, przygodowe, kryminalne, horrory, komedie, także filmy historyczne, fantasy oraz science-fiction. Kino niezależne, klasyczne i artystyczne zostało przeniesione na Cinemax 2, który otrzymał niezależną ramówkę (do tej pory nadawał ten sam program co Cinemax z 24-godzinnym opóźnieniem).

## Cinemax HD
Cinemax HD – kanał telewizyjny należący do HBO, w którym emitowane są filmy w wysokiej rozdzielczości HDTV. Kanał ten w Polsce rozpoczął emisję 1 maja 2010, w wersji anglojęzycznej był dostępny od 1 września 2008.
Kanał emituje tę samą ramówkę co Cinemax.